# Musculus procerus
De musculus procerus is een spier die loopt over de neus tussen de ogen. De oorsprong van deze spier is het os nasale en de cartilago nasi lateralis met de aanhechting aan de huid tussen de wenkbrauwen. Bij het aantrekken van deze spier worden er dwarse plooien van de neusrug gevormd, en de wenkbrauwen omlaag getrokken. Hij wordt geïnnerveerd door de nervus facialis.